# Charleston, South Carolina
Charleston är en stad i delstaten South Carolina, USA med en yta av 351 km² och en befolkning som uppgår till 155 369 invånare (2023). Charleston är administrativ huvudort (county seat) i Charleston County. Staden är känd för sitt historiska stadskärna, där praktfulla trävillor och stenhus kantar de smala gatorna.

## Historik
Staden grundades 1670 som Charles Town efter Karl II av England. Charleston spelade en stor roll i upptakten till det amerikanska inbördeskriget, då det var i Charlestons hamn som Fort Sumter låg, vilket erövrades av sydstatstrupperna 1861 under befäl av generalen P.G.T. Beauregard. Denna erövring utlöste kriget.
I och kring Charleston finns flera militära anläggningar som ingår i Joint Base Charleston.

## Populärkultur
- Operan Porgy och Bess utspelas i Charleston.
- Dansen Charleston är uppkallad efter staden.